# Ferreira (futbolista)
Aldemir dos Santos Ferreira (Dourados, Mato Grosso del Sur, 31 de diciembre de 1997), conocido simplemente como Ferreira, es un futbolista brasileño que juega como delantero y su equipo actual es el São Paulo Fútbol Clube del Brasilerão.

## Trayectoria
Ferreira se unió a la organización juvenil de Grêmio en 2014, desde una escuela de fútbol en su tierra natal. En 2016, fue cedido al São Luiz para el Campeonato Gaucho de Segunda División e hizo su debut absoluto el 13 de marzo, comenzando en una victoria en casa por 3-2 ante el Panambi.
Ferreira anotó su primer gol en la categoría absoluta el 24 de marzo de 2016, logrando marcar en único del partido en casa ante el Caxias. Después de contribuir con dos goles durante el torneo, regresó al Grêmio y fue asignado a la sub-20.
El 14 de diciembre de 2017, tras finalizar su formación, fue cedido al Toledo para el siguiente Campeonato Paranaense. Tras ser utilizado con regularidad, se unió a la vecina Cianorte para la Campeonato Brasileño de Fútbol Serie D 2018, siendo todavía propiedad de Grêmio.
El 9 de enero de 2019, se mudó cedido al Aimoré, pero rara vez apareció debido a una lesión en el pie. Luego regresó a Tricolor y fue asignado al equipo de reserva para el Campeonato Brasileiro de Aspirantes.
El 23 de julio de 2019, extendió su contrato con Grêmio hasta finales de 2021, y ayudó a las reservas a terminar segundo en el Brasileirão de Aspirantes. Hizo su debut con el primer equipo el 29 de septiembre, sustituyendo a Luciano en la segunda parte en la derrota por 2-1 ante el Fluminense por el campeonato Brasileño de la Série A. Anotó su primer gol en la máxima categoría el 5 de diciembre, marcando el primero en la derrota en casa por 2-0 ante el Cruzeiro.

## Clubes
| Club              | País   | Año             |
| ----------------- | ------ | --------------- |
| Grêmio            | Brasil | 2016            |
| São Luiz (cedido) | Brasil | 2016            |
| Toledo (cedido)   | Brasil | 2018            |
| Cianorte (cedido) | Brasil | 2018            |
| Aimoré (cedido)   | Brasil | 2019            |
| Grêmio            | Brasil | 2019 - Presente |

## Palmarés

### Campeonatos estatales
| Título            | Club   | País               | Año  |
| ----------------- | ------ | ------------------ | ---- |
| Campeonato Gaúcho | Grêmio | Río Grande del Sur | 2020 |
| Campeonato Gaúcho | Grêmio | Río Grande del Sur | 2021 |
| Campeonato Gaúcho | Grêmio | Río Grande del Sur | 2022 |
| Recopa Gaúcha     | Grêmio | Río Grande del Sur | 2023 |

### Campeonatos internacionales
| Título            | Club   | Sede  | Año  |
| ----------------- | ------ | ----- | ---- |
| Copa Libertadores | Grêmio | Lanús | 2017 |